# Jorge López Peña
Jorge Antonio López Peña (Huancayo, 6 de julio de 1975) es un médico, cirujano, radiólogo y político peruano. Fue ministro de Salud del Perú, entre abril y octubre de 2022, durante el gobierno de Pedro Castillo.

## Biografía
Jorge Antonio nació el 6 de junio de 1975 en la ciudad peruana de Huancayo.
Obtuvo el título de médico cirujano en la Universidad Nacional del Centro del Perú (UNCP) y realizó su especialidad de Radiología en la Universidad de San Martín de Porres. Tiene el grado de maestro en Salud Pública y Gestión Sanitaria, por la Universidad Nacional Hermilio Valdizán. Actualmente, cursa estudios de doctorado en la UNCP en Ciencias de la Salud y Salud Pública.

### Trayectoria
Fue director del Hospital Carrión de Huancayo, en Junín. Se desempeñó como presidente del Cuerpo Médico de EsSalud. 
También fue docente de pregrado y posgrado en la UNCP.
Se desempeñaba como viceministro de Salud, desde el 11 de marzo de 2022, en reemplazo de Gustavo Rosell.

### Ministro de Estado
El 7 de abril de 2022, fue nombrado y posesionado por el presidente Pedro Castillo como ministro de Salud.
El 23 de octubre del mismo año, el presidente Castillo lo destituyó de su cargo tras la difusión de un reportaje que lo involucra en un presunto caso de compra de un inmueble por parte de su expareja Dervy Apaza Meza.